# (38607) 2000 AN6
(38607) 2000 AN6 est un astéroïde troyen de Jupiter de 22,631 km de diamètre découvert en 2000.

## Description
(38607) 2000 AN6 a été découvert le 4 janvier 2000 à l'observatoire Palomar, situé au nord de San Diego en Californie, par Paul G. Comba.

### Caractéristiques orbitales
L'orbite de cet astéroïde est caractérisée par un demi-grand axe de 5,23 ua, un périhélie de 5,08 ua, une excentricité de 0,03 et une inclinaison de 13,88° par rapport à l'écliptique. Du fait de ces caractéristiques, à savoir un demi-grand axe compris entre 4,6 et 5,5 ua et un périhélie inférieur à 0,3 ua, il est classé, selon la JPL Small-Body Database, astéroïde troyen de Jupiter du camp troyen. Il est situé au point de Lagrange L4 du système Soleil-Jupiter.

### Caractéristiques physiques
(38607) 2000 AN6 a une magnitude absolue (H) de 11,7 et un albédo estimé à 0,087, ce qui permet de calculer un diamètre de 22,631 km. Ces résultats ont été obtenus grâce aux observations du Wide-Field Infrared Survey Explorer (WISE), un télescope spatial américain mis en orbite en 2009 et observant l'ensemble du ciel dans l'infrarouge, et publiés en 2012 dans un article regroupant les caractéristiques de 478 astéroïdes troyens,.